# Charlotte Bara
Charlotte Bara est le nom d'artiste de Charlotte Bachrach, née le 20 avril 1901 à Bruxelles et morte le 7 décembre 1986 à Ascona, est une danseuse expressive.

## Biographie

### Origines et famille
Charlotte Bara naît Charlotte Elise Catherine Bachrach le 20 avril 1901 à Bruxelles.
Elle est la fille du marchand de soie juif allemand Paul Bachrach et d'Elvira Bachrach, née Bachmann[réf. nécessaire].
Elle épouse Carl Ruetters, psychologue de profession en 1927 à Ascona, dans le canton du Tessin.

### Formation et parcours artistique
Dès ses six ans, elle prend des leçons de danse auprès de Jeanne Defaw, une élève d'Isadora Duncan puis d'Alexandre Sakharoff à Lausanne à partir de 1915. Elle présente son premier spectacle à Bruxelles en 1917 où elle pratique sa danse égyptienne de la momie qui teintera sa danse future. Pendant la Première Guerre mondiale, la famille doit quitter la Belgique pour la Hollande. Elle y apprend la danse javanaise auprès de Raden Mas Jodjana. Entre-temps, sa mère et elle résident quelque temps à la colonie d'artistes de Worpswede où Heinrich Vogeler fait deux portraits de la danseuse.
Après la Première Guerre mondiale, la famille s'installe définitivement à Ascona, sur le Monte Verita où elle acquiert le Castello San Materno. L'architecte Carl Weidemayer construit dans le parc un théâtre, le Teatro San Materno terminé en 1928, dans lequel Charlotte Bara proposera des représentations jusqu'en 1958,.
Dans les années 1920, l'artiste allemand Georg Kolbe, fasciné par sa danse, réalise de nombreux dessins d'elle et de ses mouvements.
Elle reste basée à Ascona le reste de sa vie et y danse pour la dernière fois en 1958.

### Mort et legs
Elle meurt le 7 décembre 1986 à Ascona.
Elle lègue dans son testament le Castello San Materno à la commune d'Ascona.

## Danse
Entre 1919 et 1935, Charlotte Bara voyage en Europe, notamment l'Italie, la France, l'Allemagne et l'Autriche, pour ses représentations. Elle développe des chorégraphies qui s'intitulent Vanité des Vanités, Tanz der Mumie, Makabrer Tanz, Ägyptischer Tanz, Hinduistische Vision ou encore Sterbender Schmetterling.
Son style mélange des inspirations religieuses et orientalistes qu'elle puise dans les légendes médiévales, dans les représentations religieuses. Elle dit qu'elle « reflète par la danse sa pensée et ses sentiments religieux ». Elle le fait par des mouvements durs et anguleux qui lui donnent une grande expressivité[réf. nécessaire]. Gabriele D'Annunzio l'a comparée à Eleonora Duse en raison de sa force expressive. Le BZ am Mittag commente une représentation de Charlotte Bara de mars 1920 comme suit : « Le gothique a repris vie dans cette danseuse et se déplace en chair et en os dans la simplicité et le recueillement, la ferveur, le ravissement céleste et l'extase brûlante. »

## Filmographie
- (it) [vidéo][Production de télévision] « Charlottes Leidenschaften »Roberta Pedrini, 2018, 53 min, Radiotelevisione svizzera di lingua italiana (consulté le 5 août 2024)